# Лаченпо
Лачэнпо (bla chen po, личное имя: Мусу Гэвалсэл, варианты имени: bla chen po dgongs pa gsal — Лаченпо Гёнпасэл; bla chen po dgongs pa gsal rab gsal — Лачепо Гёнпа Рабсэл, dgongs pa rab gsal — Гёнпа Рабсэл) (892—975) — великий буддийский лама, основатель (или восстановитель) школы Ньингма. Один из первых начал восстанавливать храмы и монастыри, считая это деятельной добродетелью.

## Молодость
В прошлой жизни был Додаг Нанти-сумчжэ, министром при буддийском царе, который поклялся в следующей жизни распространять Учение. В 892 он родился в селении Цонха Дэкам. Его первым Учителем был Нон Чжампэл, который дал ему первые мантры. Позже он имел видение Авалокитешвары. Потом он изучал трактаты систем мадхьямики и ньяи с Кьи Гьялвэ Цугтором и йогатантру с Нам Гэндэн Жанчубом. Он решил: «Чтобы распространить учение в десяти частях света, что облегчит страдания живых существ небесным нектаром, я должен отречься от мира». Он принял монашеское посвящение; Цан Рабсэл был упадхьяей, а Йо и Map были наставниками (ачарьями). Ему было дано имя Гэвасэл (Лаченпо).

## Проповедь Дхармы
Затем он отправился в крепость Чанинцэ (Чанъичун, Ганчжоу) в царстве Си-ся. Там он изучал Винаю с Сэнгэтагом из Горона, и потратил на это много времени, но преуспел. Лачэнпо отправился в У-Цанг, но там был голод и он поехал на восток в Лхацэ-бигтик. Там он встретил Каон Чогтагпу и 12 лет изучал с ним Абхидхарму, комментарий на «Шатасахасрика-праджняпарамиту»; «Бодхисаттва-бхуми» и другие тексты. Он увидел вещий сон и понял, что время проповеди не пришло. Когда он подумал так, несколько могучих асуров, известных как thi’u rang spun dgu, обитавших в окрестностях горы Дэнтиг, сказал Лаченпе: «— В наших местах есть великие скиты, где многие достигли духовной реализации. Молим, приди туда, где легко найти плод и корни! Мы будем дружественных тебе и станем твоими мирскими помощниками». Прибыв к горе, он совершил подношения glor ma и совершил обряд почитания дхармапала. Лаченпе не нравилась бездеятельность и он собрал помощников начал строить храмы и вихары. В том районе была также найдена краска. Он трудился сам и считал это деятельной добродетелью. Бакон Еше Юндуна, стал его учеником и принял посвящение. После него принял монашеское посвящение Пар Нэтэн-Тагпа, и оба стали известны как Ба и Пар. Подобным же образом были посвящены Чапа-Тагпа и махабхаданта Шераб Чжуннэ, что стали известны как Чаи Чог — Двое. Подобным же образом были посвящены Шан Пэлгьи-Дорчже и Саг Гьяцо, что стали известны как Шан и Саг. Элпа Дорчже Ванчуг и Нублабши Пэлгьи Ванчуг стали известны как Ал и Нуб. Сон Чог-Чойкьон и Цур Шерабчог стали известны как Сом и Цур. Других были уроженцами Уя и Цана. Все эти ученики жили с учителем в лесу. Ученики видели как на проповедь Лаченпы приходил Индра со свитой богов. На вопрос учеников о его необычайных качествах Лаченпа отвечал, что он просто монах. В возрасте 84-х лет в 975 году он отправился на небо в Тушиту. Он сказал, что ещё 8 раз воплотится на земле до прихода Майтреи.

## Житие —Намтар
Записано Гой-лоцавой Шоннупэлом (1476) в Синей Летописи при переложении жития, составленного Вен Бичи.
- Лозанг Чхёкьи Ньима. том 2 (из 10) // Собрание сочинений Лозанга Чхёкьи Ньима "Шолпарма" = gsung 'bum/_blo bzang chos kyi nyi ma (zhol par ma). — Лхаса, 2000. — P. 525-538.

## Учителя
- Нон Чжампэл
- Кьи Гьялвэ Цугтор
- Нам Гэндэн Жанчуб
- Цан Рабсэл
- Сэнгэтаг
- Каон Чогтагпа

## Ученики
- Лумэ Шераб Цултим
- Бакон Еше Юндун
- Пар Нэтэн-Тагпа
- Чапа-Тагпа
- Шераб Чжуннэ,
- Шан Пэлгьи-Дорчже,
- Саг Гьяцо,
- Элпа Дорчже Ванчуг и Нублабши Пэлгьи
- Сон Чог-Чойкьон и Цур Шерабчог